# Hjarnø

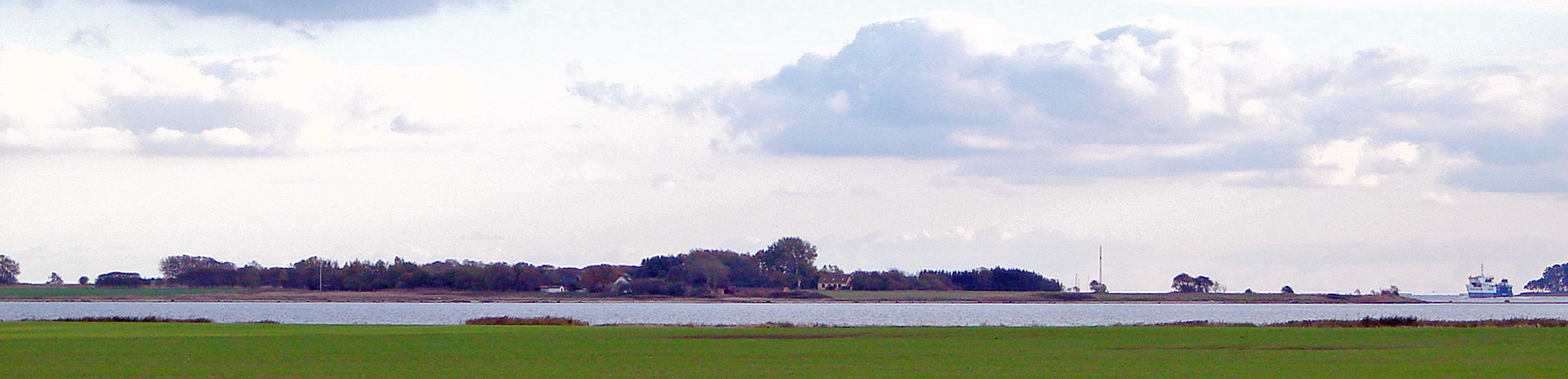
Hjarnø nhìn từ Alrø.

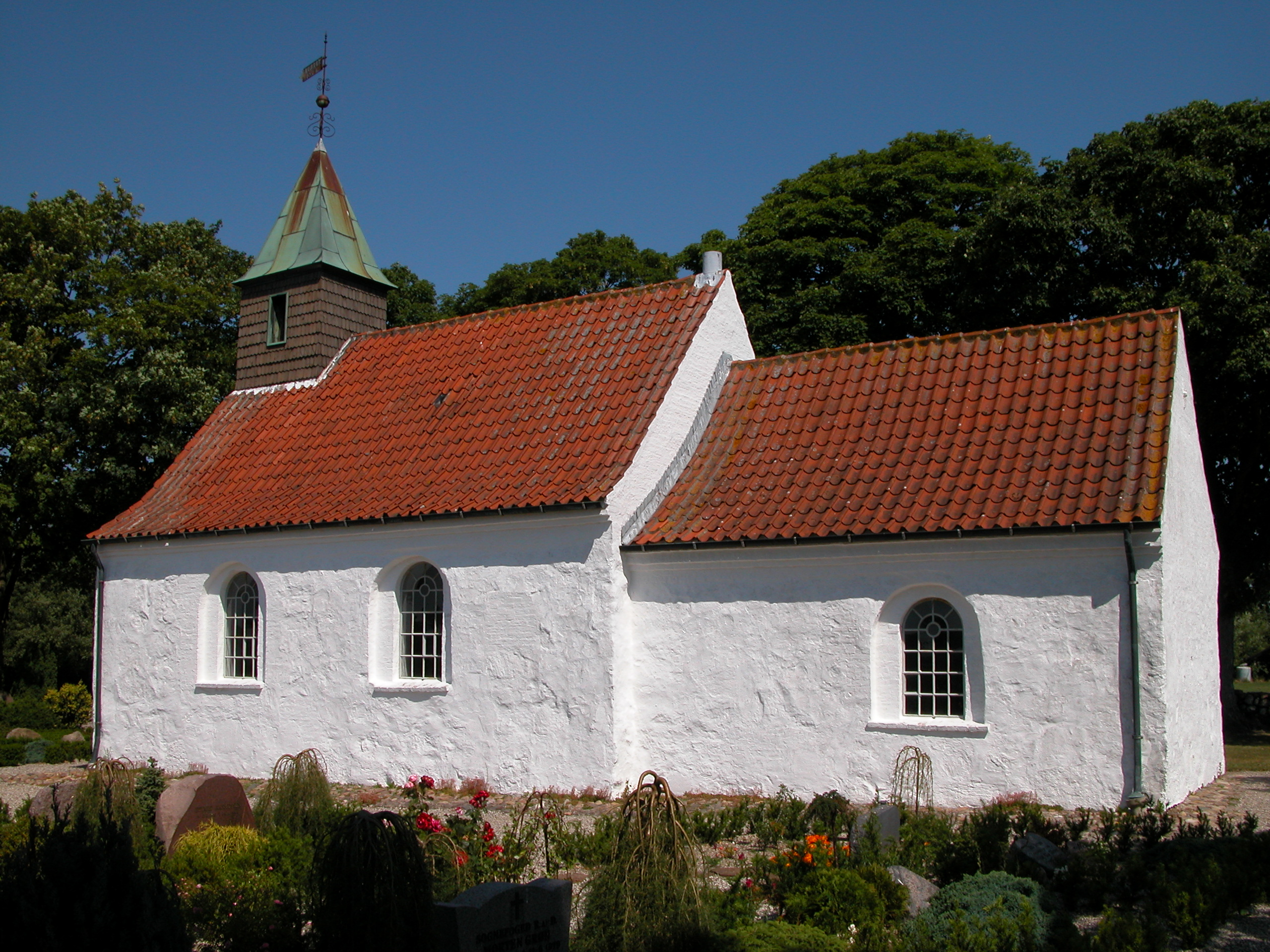
Nhà thờ Hjarnø

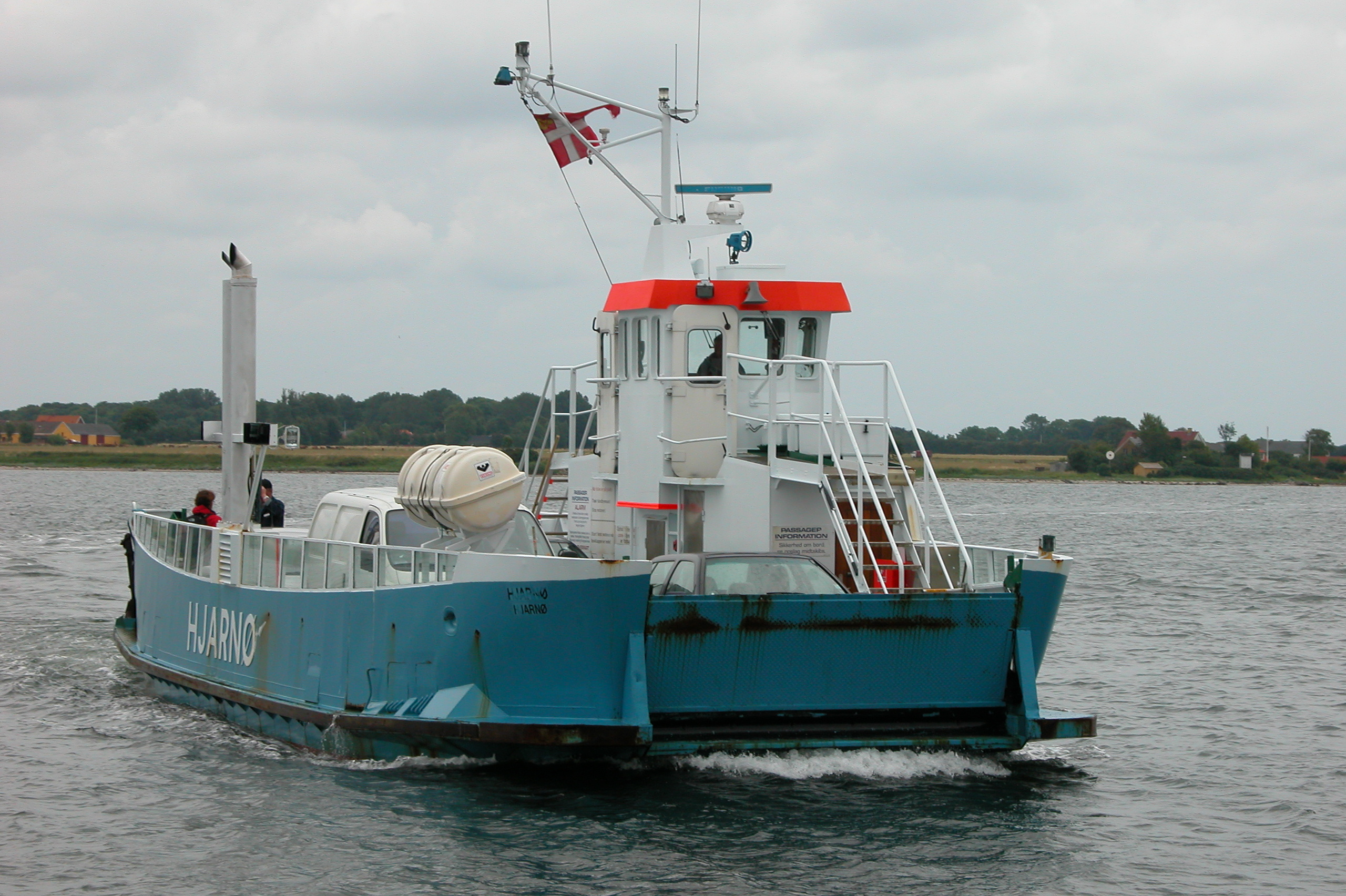
Tàu phà Hjarnø

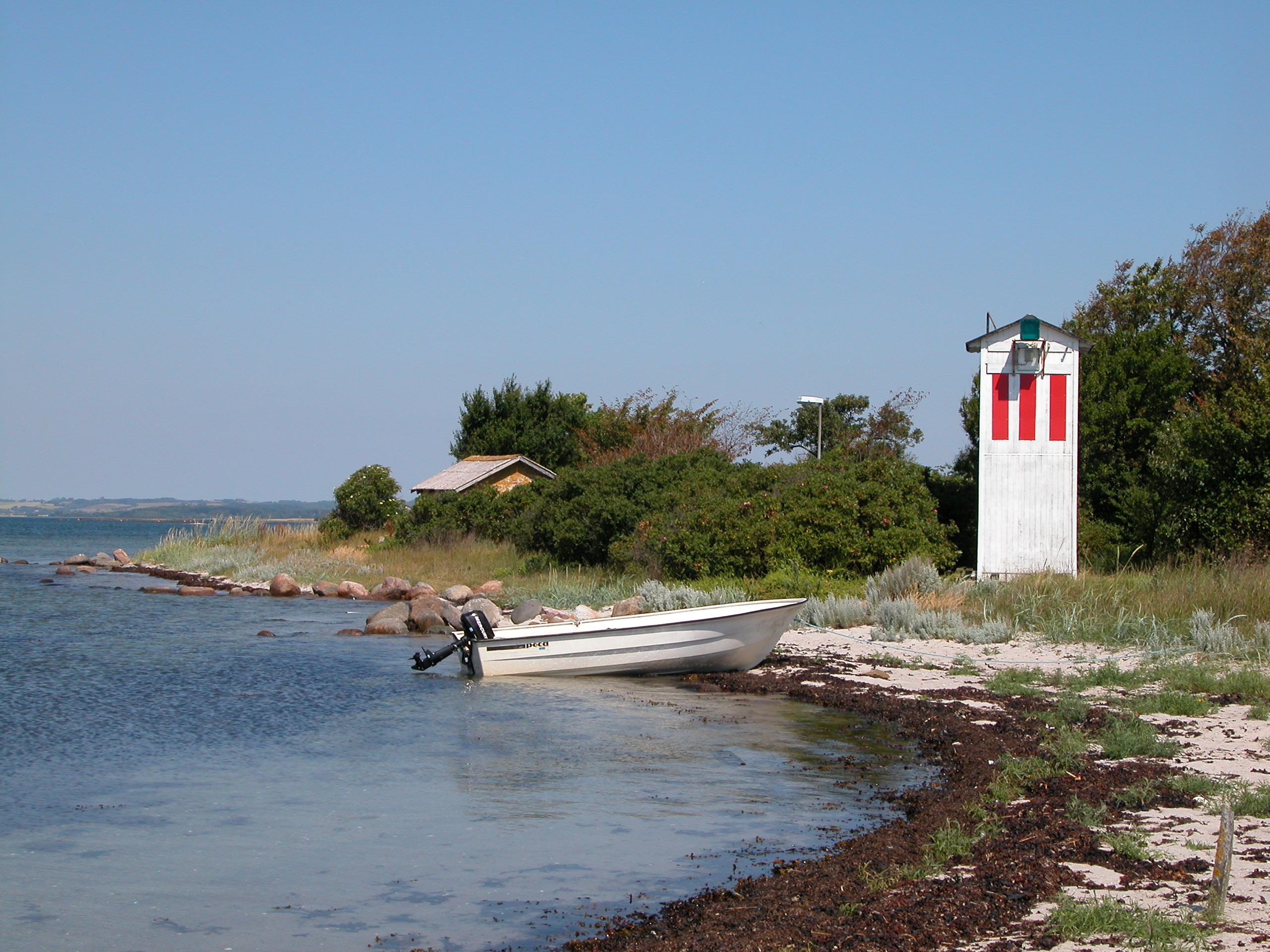
Tháp hải đăng Hjarnø

Hjarnø là 1 đảo nhỏ của Đan Mạch nằm ở cửa Vịnh hẹp Horsens Fjord, khoảng giữa bờ phía đông của bán đảo Jutland. Đảo tương đối bằng phẳng (điểm cao nhất chỉ hơn mặt biển 7 m) và có diện tích là 3,2 km² với 108 cư dân (năm 2008). Có tuyến tàu phà nối giao thông với đảo từ Snaptun (bán đảo Jutland) mỗi ngày 29 chuyến (mất khoảng 7 phút).
Các nông trại nằm dọc theo con đường đông - tây của đảo. Gần bến phà, có 1 nhà thờ được xây từ năm 1500. Có 1 nhà hội họp ở bên đường chính ở giữa đảo bên cạnh xưởng chế biến sữa cũ. Gian phòng lớn của nhà này chứa được 100 người ngồi ăn uống và gian nhỏ chứa được 20 người.

## Nghề nghiệp
Cách đây 200 năm, phần lớn các đàn ông của đảo làm nghề đi biển. Ngày nay dân chúng chủ yếu làm nghề nông. Có 11 người trồng nho tập thể trên cánh đồng rộng khoảng 4.000 m² với 1.200 gốc nho trên phần đất phía nam đảo. Một số khác làm việc trên đất liền.

## Lịch sử
Có nhiều vật được tìm thấy của các người săn bắt thời xưa, cách 9.500 năm trước Công nguyên. Ở phía đông nam đảo có một mộ đá lớn từ thời Viking.
Từ năm 1914-18, người ta đã dựng 1 cối xay kiêm máy sản xuất điện bằng sức gió. Sau đó có 1 động cơ sản xuất điện để thay thế, khi gió yếu. Năm 1841, đảo được kéo điện về từ đất liền. Từ năm 1820, đảo có 1 trường tiểu học.